# Cygnus and the Sea Monsters
I Cygnus and the Sea Monsters sono stati un supergruppo musicale statunitense fondato da Mike Portnoy e Paul Gilbert, noto come cover band dei Rush.

## Storia
Il gruppo nasce nel 2003 con il preciso intento dei due fondatori di omaggiare la musica di una delle band che rappresentano per loro una delle maggiori fonti di ispirazione. Era formato da Jason McMaster (Dangerous Toys), Paul Gilbert (Mr. Big), Bert Baldwin , Sean Malone (Cynic) e Mike Portnoy (Dream Theater).

## Discografia
- 2003 - One Night in Chicago

## Formazione

### Ultima
- Jason McMaster - voce (2003-2006)
- Paul Gilbert - chitarra (2003-2006)
- Bert Baldwin - tastiera (2003-2006; morto nel 2021)
- Sean Malone - basso (2003-2006; morto nel 2020)
- Mike Portnoy - batteria (2003-2006)

### Turnisti
- Adam Sloan - chitarra (2003-2004)
- Henning Pauly - chitarra (2003-2005)
- Matt LaPorte - chitarra (2004-2005)